# Jean-Jacques Monssinat
Jean-Jacques Monssinat est un homme politique français né le 23 octobre 1743 à Noé (Haute-Garonne) et décédé le 7 octobre 1827 à Muret (Haute-Garonne).

## Biographie
Avocat à Toulouse, il est député du tiers état aux États généraux de 1789 pour la sénéchaussée de Toulouse. Il démissionne le 3 avril 1790. Il est nommé juge au tribunal d'appel de Toulouse en 1800 puis conseiller à la cour d'appel en 1811. Il reste en poste jusqu'à son décès.

## Sources
- « Jean-Jacques Monssinat », dans Adolphe Robert et Gaston Cougny, Dictionnaire des parlementaires français, Edgar Bourloton, 1889-1891 [détail de l’édition]